# M. D. Bright
Pour les articles homonymes, voir Bright.
Compléments
site officiel
Mark D. Bright, qui signe ses comics M. D. Bright, est un dessinateur de comics ats-Unisaméricain, né le 27 décembre 1955 et mort le 27 mars 2024.

## Biographie
Mark D. Bright naît le 27 décembre 1955 et passe son enfance à Montclair dans le New Jersey. Il est le cinquième enfants d'une famille de sept. En 1978, il est diplômé de l'institut Pratt. En 1982, il est engagé par Marvel Comics qui le fait travailler sur de nombreuses séries (Faucon, Dazzler, Les Vengeurs, Spider-Man, Iron Man, Thor et G.I. Joe) d'abord par intermittence puis en tant que dessinateur régulier. Il travaille ensuite pour DC Comics,. Là, il participe au projet Milestone Media et dessine Icon sur des scénarios de Dwayne McDuffie. En 1997, il participe à la création de Quantum and Woody avec Christopher Priest pour Valiant Comics. Disparue en 2000, la série revient lorsque Valiant renaît et Priest et Bright retrouvent leurs héros pour une minisérie de cinq épisodes.